# What's My Name? (EP)
What's My Name? là đĩa mở rộng thứ chín của nhóm nhạc nữ Hàn Quốc T-ara. Nó được phát hành vào ngày 14 tháng 6 năm 2017, bởi MBK Entertainment và được phân phối bởi Interpark. EP được phát hành trong sáu phiên bản: phiên bản bình thường gồm các bài hát của nhóm; một phiên bản của mỗi thành viên với các bài hát solo của họ; và một phiên bản kỹ thuật số với tất cả các bài hát, nhóm và solo. Một video âm nhạc cho ca khúc chủ đề cũng được phát hành vào ngày 14 tháng 6. Đây là bản phát hành đầu tiên kể từ sự ra đi của các thành viên Soyeon và Boram và bản phát hành cuối cùng của T-ara thuộc MBK Entertainment.
EP là một thành công thương mại đạt vị trí thứ 4 trên Bảng xếp hạng album Gaon. Các phiên bản khác nhau của EP đã bán được hơn 39.453 bản sao kết hợp tính đến tháng 7 năm 2017.

## Bối cảnh và phát hành
Vào ngày 6 tháng 3 năm 2017, MBK Entertainment tiết lộ rằng nhóm sẽ trở lại vào đầu tháng 5 với một EP mới. Vài ngày sau, có thông báo rằng việc phát hành sẽ là lần cuối cùng với tư cách là một nhóm gồm sáu thành viên, vì các hợp đồng thành viên sẽ hết hạn vào tháng Năm. Vào ngày 20 tháng 3, cơ quan này tiết lộ rằng một bài hát dài sáu phút của các đĩa đơn trong quá khứ của nhóm sẽ được đưa vào album, tôn vinh sự nghiệp của họ như là một nhóm sáu thành viên. Sau đó, MBK cập nhật rằng các thành viên Soyeon và Boram sẽ không gia hạn hợp đồng và album sắp tới sẽ là album cuối cùng của họ. Nó cũng đã được xác nhận rằng nhóm sẽ không tan rã.
Vào ngày 25 tháng 4, nó đã được thông báo rằng bản phát hành đầu tiên vào ngày 17 tháng 5 đã bị hoãn lại đến ngày 1 tháng 6, để "hoàn thiện các tác phẩm hoàn chỉnh cho album mới". Nó cũng được tiết lộ rằng, mặc dù các thành viên Soyeon và Boram hợp đồng sẽ hết hạn vào ngày 15 tháng 5, họ sẽ tham gia các chương trình quảng bá như dự kiến. Vào ngày 6 tháng 5, MBK cuối cùng đã tuyên bố rằng "trong khi giải quyết các chi tiết về sự trở lại, chúng tôi không thể đạt được thỏa thuận thỏa đáng với Boram và Soyeon, và kế hoạch tham gia album này của họ đã được thông qua", xác nhận rằng nhóm sẽ trở lại một nhóm gồm bốn thành viên với các thành viên Qri, Eunjung, Hyomin và Jiyeon.
Vào ngày 16 tháng 5, có thông tin rằng nhóm sẽ quay video âm nhạc của họ tại Paju, Gyeonggi, Hàn Quốc, vào ngày 17 tháng 5 cho bài hát mới của họ. Nó cũng được tiết lộ rằng các thành viên còn lại đã thu âm lại bài hát mới của họ cho sự trở lại vào tháng Sáu. Vào ngày 29 tháng 5, thông qua V Live từ buổi chụp hình album của nhóm, các thành viên đã đặt ngày phát hành là 14 tháng Sáu. Họ cũng chia sẻ rằng họ sẽ biểu diễn trên M Countdown vào ngày hôm sau và bài hát mới sẽ có tên là "What My Name?" và sẽ được sản xuất bởi Brave Brothers. Vào ngày 3 tháng 6, nhóm tiết lộ rằng album mới sẽ bao gồm bảy bài hát, ba bài hát nhóm và bốn bài hát solo. Một phiên bản tiếng Trung của ca khúc chủ đề cũng sẽ được bao gồm. Vào ngày 5 tháng 6, một video âm nhạc đã được phát hành, trước đó được chiếu trên trang web câu lạc bộ chính thức.
EP được phát hành vào ngày 14 tháng 6 năm 2017, thông qua một số cổng âm nhạc, bao gồm MelOn và iTunes, cho thị trường toàn cầu. Nhóm cũng đã tổ chức một buổi giới thiệu vào cùng ngày để phát hành album.

## Quảng bá

### Biểu diễn trực tiếp
Nhóm đã tổ chức sân khấu trở lại đầu tiên của họ trên Mnet 's M Countdown vào ngày 15 tháng Sáu, biểu diễn ca khúc chủ đề 'What's My Name?'. Họ tiếp tục trên Music Bank của KBS vào ngày 16 tháng 6, Chương trình của MBC ! Music Core vào ngày 17 tháng sáu và SBS 's Inkigayo vào ngày 18 tháng Sáu.
Nhóm đã giành được chiếc cúp chương trình âm nhạc đầu tiên sau hơn năm năm cho ca khúc chủ đề vào ngày 20 tháng 6, trên The Show của SBS MTV.

### Đĩa đơn
"What's My Name?" Đã được phát hành dưới dạng ca khúc chủ đề kết hợp với EP vào ngày 14 tháng 6. Bài hát lọt vào vị trí 79 trên Bảng xếp hạng kỹ thuật số Gaon về vấn đề biểu đồ ngày 11 tháng 17 năm 2017, với 25.716 lượt tải xuống được bán.

## Hiệu suất thương mại
Hai phiên bản của What's My Name? được xếp hạng tại Bảng xếp hạng album Gaon về vấn đề biểu đồ ngày 11 tháng 17 năm 2017, phiên bản bình thường ở vị trí thứ tư và phiên bản Jiyeon ở vị trí thứ bảy.
Tất cả các phiên bản EP lọt vào tại Bảng xếp hạng album Gaon cho tháng 6 năm 2017: phiên bản bình thường ở số 14 với 14,538 bản; Phiên bản Jiyeon ở số 16 với 9.151 bản; Phiên bản Hyomin ở số 22 với 5.000 bản; Phiên bản Qri ở số 25 với 4.796 bản; Phiên bản Eunjung ở số 26 với 4.707. Trong tháng 7 năm 2017: phiên bản bình thường được bán với 1.261 bản. EP đã bán 39.453 bản sao vật lý kết hợp.

## Lịch sử phát hành
| Khu vực       | Ngày                | định dạng             | Nhãn                        | Ref.   |
| ------------- | ------------------- | --------------------- | --------------------------- | ------ |
| Hàn Quốc      | 14 tháng 6 năm 2017 | CD                    | MBK Entertainment Interpark |        |
| Hàn Quốc      | 14 tháng 6 năm 2017 | Tải xuống kỹ thuật số | MBK Entertainment           | [ 25 ] |
| Toàn thế giới | 14 tháng 6 năm 2017 | Tải xuống kỹ thuật số | MBK Entertainment           | [ 26 ] |